# 이란 유대인
이란 유대인(페르시아어: یهودیان ایرانی; 히브리어: יהודים פרסים)은 역사적으로 페르시아 제국과 연관된 유대인들의 후손들로, 그들의 후계 국가는 이란이다. 에스델기, 이사야서, 다니엘서, 에즈라기, 느헤미야기의 성경책들은 페르시아에 살았던 유대인들의 삶과 경험에 대한 언급을 담고 있다. 성경 시대로 거슬러 올라가면, 이란 유대인들은 세계에서 가장 오래되고 역사적으로 가장 중요한 유대인 공동체 중 하나를 구성한다. 유대인들은 아케메네스 제국의 키루스 2세 보졸그 시대부터 이란에서 지속적으로 존재해 왔다. 키루스는 바빌론을 침략했고 유대인들을 바빌론 유수로부터 해방시켰다.
오늘날, 대다수의 이란 유대인들은 이스라엘과 미국, 특히 로스앤젤레스, 베벌리힐스, 그리고 롱아일랜드의 노스 쇼어에 살고 있다. 볼티모어 및 트윈 시티에는 소규모 페르시아 유대인 공동체가 있다. 최근 이란 인구 조사에 따르면, 이란의 남은 유대인 인구는 2016년에 9,826명이었고, 인구 웹사이트는 2021년에 이란에 있는 유대인을 8,500명으로 집계한다.

## 역사
유대인들은 기원전 727년경부터 페르시아에 거주해 왔으며 아시리아와 바빌로니아 왕들에게 붙잡힌 후 노예로 그 지역에 도착했다. 한 유대인 전설에 따르면, 페르시아에 처음으로 들어온 유대인은 총대주교 야곱의 손녀인 사라 바트 아셰르였다. 이사야서, 다니엘서, 에즈라기, 느헤미야기, 역대기, 에스델기의 성경책에는 페르시아에서 유대인들의 삶과 경험에 대한 언급과 페르시아 왕들과의 관계에 대한 설명이 포함되어 있다. 에즈라의 책에서 페르시아 왕들은 유대인들이 예루살렘으로 돌아가 성전을 재건하는 것을 허용하고 가능하게 한 것으로 알려져 있다. 그 재건은 "키루스 2세 보졸그와 다리우스 1세와 페르시아 왕 아르탁세르크세스의 포고에 따라" 영향을 받았다(에즈라기 6:14). 유대인 역사에서 이 위대한 사건은 기원전 6세기 후반에 일어났고, 그 무렵 페르시아에는 잘 확립되고 영향력 있는 유대인 공동체가 있었다.
고대 페르시아의 유대인들은 대부분 그들만의 공동체에서 살았다. 페르시아 유대인들은 이란의 고대 공동체뿐만 아니라 유대계 아르메니아인, 유대계 조지아인, 유대계 이라크인, 부하라 유대인, 산악 유대인 공동체에서도 살았다.
일부 공동체는 "페르시아 유대인"으로 분류되는 것이 서로의 실제 역사적 관계보다는 언어학 또는 지리학 편의의 문제일 정도로 다른 유대인 공동체로부터 고립되었다. 학자들은 페르시아 제국이 절정에 달했을 때 유대인들이 인구의 20%를 차지했을 것이라고 믿고 있다.
《브리태니커 백과사전》에 따르면, "유대인들은 이란에서 그들의 유산을 기원전 6세기 바빌론 유수까지 거슬러 올라가며, 아르메니아인들과 마찬가지로 그들의 민족적, 언어적, 종교적 정체성을 유지해왔다." 그러나 이란에 대한 미국 의회도서관의 국가 연구는 "수세기에 걸쳐 이란의 유대인들은 신체적, 문화적, 언어적으로 유대인이 아닌 사람들과 구별할 수 없게 되었다. 압도적인 대다수의 유대인들은 페르시아어를 모국어로 사용하고 소수의 쿠르드어를 사용한다."

## 인구 통계
《유대 대백과사전》은 1900년에 이란에 35,000명의 이란 유대인이 있었다고 추정했지만(거의 대부분의 사람들이 현재 이란에 살았다), 다른 자료들은 같은 시기에 다소 더 많은 숫자가 있을 것으로 추정했다. 1948년 이스라엘이 독립하기 전날, 이란에는 10만~15만 명의 유대인이 있었고, 국외에는 이란 유대인이 상대적으로 적게 거주했다. 오늘날, 대략 300,000~350,000명의 페르시아 혈통의 유대인들이 이스라엘에 주로 살고 있으며, 미국과 이란에 상당한 공동체가 있다.
이란 유대인들은 또한 서유럽(특히 파리와 런던)과 오스트레일리아, 캐나다, 남아메리카에서 더 작은 공동체를 형성하기 위해 이주했다. 고대 이래로 페르시아의 많은 유대인 집단이 분리되었다. 그들은 산악 유대인들과 같은 별개의 공동체로 확인되었다. 또한 이란에는 이슬람교나 바하이 신앙으로 개종한 유대인들의 직계 후손들 또는 그 수가 많다.

### 이란
이란의 유대인 인구는 1948년 150,000명에서 100,000명으로 이란 혁명 직전 약 80,000명으로 감소했는데, 대부분 이스라엘로의 이민 때문이다. 1970년대 이스라엘로의 이민이 둔화되고 이란의 유대인 인구가 안정된 반면, 이란의 남아있는 유대인 대다수는 샤의 전복의 여파로 이스라엘을 떠났다. 2000년대에 이란의 유대인 인구는 대부분 25,000명(각각 2006년, 2007년, 2008년)으로 추정되었지만, 추정치는 다양했고, 일부는 1998년에 40,000명에 달했다. 그리고 일부는 2010년까지 17,000명으로 낮았지만, 2012년 8월 공식 인구 조사에 따르면 이란에는 아직 8,756명의 유대인만이 살고 있다고 한다. 2016년 이란 인구 조사에 따르면, 이란의 남은 유대인 인구는 2021년 기준으로 9,826명이며, 8,500명의 유대인만이 여전히 이란에 살고 있다. 이스라엘 다음으로, 중동에서 두 번째로 많은 유대인 인구가 살고 있다. 주목할 만한 인구 중심지는 테헤란, 이스파한 (1,200명), 그리고 시라즈를 포함한다. 역사적으로 유대인들은 더 많은 이란 도시들에서 존재를 유지했다. 유대인들은 이란 헌법에서 보호받고 있으며 이란 의회에 한 자리를 허용하고 있다.

### 이스라엘
가장 큰 이란 유대인 집단은 이스라엘에서 발견된다. 2007년 현재, 이스라엘은 47,000명이 조금 넘는 이란 태생 유대인들과 약 87,000명의 이스라엘 태생 유대인들의 고향이다. 이 숫자들은 약 135,000명에 이르지만, 더 멀리 떨어져 있거나 유일한 이란계 혈통을 가진 이스라엘인들을 포함하면 이스라엘에 있는 이란 유대인의 총 수는 200,000~250,000명으로 추정된다.
2009년 6월, 이란-이스라엘 유대인들이 이란 시위자들과 연대하는 것을 보여주는 것에 대한 《로스앤젤레스 타임스》 블로그 기사는 "이스라엘에서 태어난 1세대를 포함하여, 약 17만 명의 이란 유대인 공동체가 있으며, 그 뿌리에 대해 깊은 자부심을 가지고 있다"라고 말했다. 이스라엘에서 이란 유대인들이 가장 많이 밀집해 있는 곳은 홀론이다. 이스라엘에서 이란 유대인들은 미즈라흐로 분류된다. 모셰 카차브 전 대통령과 전 국방부 장관 그리고 샤울 모파즈 전 크네세트 야당 대표는 모두 이란 유대인 출신이다. 카차브는 야즈드에서 태어났고 모파즈는 테헤란에서 태어났다.
적어도 1980년대 이후로, 이스라엘의 이란 유대인들은 전통적으로 리쿠드에게 투표하는 경향이 있었다.

### 미국
미국에는 60,000~80,000명의 이란 유대인들이 살고 있으며, 대부분은 뉴욕주 그레이트넥과 메릴랜드주 볼티모어에 있는 로스앤젤레스 대도시권에 정착했다. 로스앤젤레스 대도시의 사람들은 대부분 부유한 웨스트사이드 도시인 베벌리힐스와 샌타모니카, 로스앤젤레스 웨스트사이드 이웃인 브렌트우드, 웨스트우드, 웨스트로스앤젤레스, 그리고 타자나와 엔시노의 샌퍼낸도밸리 공동체에 정착했다.

## 같이 보기
- 이슬람 국가에서 유대인 추방
- 카이펑 유대인
- 퓨림